# Aeródromo de La Piedad
El Aeródromo de La Piedad (Código ICAO:MX63 - Código DGAC: LPD) es un pequeño aeropuerto ubicado 3 km al sureste de La Piedad, Michoacán, cuenta con una pista de aterrizaje sin iluminar con dirección 09/27 de 1,270 metros de largo y 15 metros de ancho, además de 80 metros de longitud añadidos a la cabecera 27 y 100 metros añadidos a la cabecera 09 (lo que da una longitud total de 1450 metros), además de una plataforma de aviación con 3 hangares. El aeropuerto no cuenta con rutas fijas y solo opera aviación general además de ser sede del Club Acrobático Aeropig.

## Accidentes e incidentes
- El 7 de febrero de 1978 una aeronave Cessna 206 con matrícula XB-NUR que partió del Aeropuerto Internacional de la Ciudad de México con destino al Aeródromo de La Piedad se estrelló en el Cerro del Venado, cerca de Atizapán, matando a su piloto y a su pasajero. Los restos de la aeronave fueron encontrados tras 15 días de intensa búsqueda.[3][4]

- El 28 de junio de 2019 una aeronave Cessna 185 con matrícula XB-NZI tuvo problemas de motor momentos después de despegar del Aeropuerto de Querétaro con rumbo al Aeródromo de La Piedad, por lo que el piloto hizo un aterrizaje forzoso en un campo cerca del aeropuerto, volcando la aeronave al tocar tierra. Las dos personas a bordo sobrevivieron.[5][6]